# Pierre Ceresole
Pour les articles homonymes, voir la famille Cérésole ou Ceresole.
Pierre Ceresole (né le 17 août 1879 à Lausanne et décédé le 23 octobre 1945 à Lutry) est un ingénieur suisse. Il est principalement connu comme pacifiste, objecteur de conscience, quaker et fondateur du Service civil international (SCI). Il a aussi enseigné les sciences (mathématique, physique) et les langues (français, anglais, espéranto).
Son nom s'orthographie « Ceresole » (nom d'origine italienne). Certains auteurs l'ont francisé en « Cérésole », en particulier dans les textes en anglais et en allemand.

## Biographie
Pierre Ceresole est né à Lausanne le 17 août 1879. Il est issu d'une famille suisse de notables. Son père Paul Ceresole est haut gradé dans l'armée suisse, juge au Tribunal fédéral et président de la Confédération suisse. Le grand-père paternel, Auguste Ceresole, est un pasteur protestant et professeur établi à Vevey. Le grand-père maternel, Marc Secretan, est avocat et mathématicien, puis photographe (à l'époque des daguerréotypes) et fabricant d'instruments d'optique.
La famille compte dix enfants, Pierre étant l'avant-dernier. Sa mère meurt quand il a neuf ans.
Il fait des études d'ingénieur à l'École polytechnique fédérale de Zurich, puis de mathématicien et de physicien en Allemagne.
Entre 1909 et 1914, il voyage aux États-Unis et au Japon. Il s'astreint d'abord à travailler comme ouvrier, puis il donne des cours de français. Face aux injustices sociales constatées dans les îles Hawaii, il décide de faire don de ses honoraires en faveur d'une œuvre de bienfaisance. Il travaille dès 1912 comme ingénieur au Japon. Lorsque la Première Guerre mondiale éclate, il décide de rentrer en Suisse.
Pendant la Première Guerre mondiale, il exprime publiquement son refus de la guerre. Il construit peu à peu sa vision de l'idéal chrétien, avec les conséquences pratiques qu'imposent un tel choix. Il fait don au Conseil fédéral des titres qu'il a reçus en héritage. En 1915, il est profondément impressionné par le « refus de servir » (objection de conscience) de l'instituteur vaudois John Baudraz, et par l'absence de prise de position des Églises à son sujet. Il refuse alors de payer la « taxe militaire » (impôt remplaçant la participation à l'armée, Ceresole étant libéré de l'obligation de servir pour des questions de santé). Cela lui vaut sa première condamnation à un jour de prison. Il publie Religion et Patriotisme où il explique les raisons de son refus. Le 4 novembre 1917, il s'exprime à la fin du culte de l'Église française de Zurich. C'est un appel à refuser les « idoles nationales ».

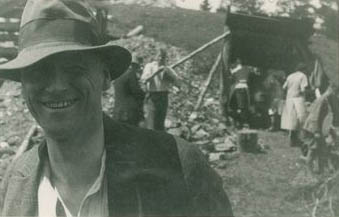
Sur le chantier de Feldis aux Grisons en 1927

Entre 1915 et 1918, il travaille encore comme ingénieur. Puis il est engagé comme enseignant de français.
En 1919, invité par Leonhard Ragaz à la première des rencontres de Bilthoven (Pays-Bas, ces rencontres pacifistes ont lieu en 1919, 1920 et 1921), il participe à la fondation du Mouvement international de la Réconciliation. Il devient le premier secrétaire général de cette nouvelle internationale de pacifistes chrétiens et il noue alors des contacts internationaux avec des hommes et des femmes qui comme lui sont orientés vers une action constructive.
L'année suivante, en 1920, il démissionne de ce poste pour créer le Service civil international (nommé dans les premières années Service civil volontaire international) qui va faire sa renommée internationale. Il met sur pied en 1920 le premier camp à Esnes près de Verdun (France) avec quelques autres pacifistes (allemands, autrichiens et anglais, dont le quaker Hubert Parris). Dans ce lieu hautement symbolique ont travaillé à la reconstruction, pendant cinq mois, des volontaires originaires des pays qui peu avant se faisaient la guerre. En 1924 a lieu le premier « chantier » de service civil en Suisse.
À Bilthoven, il fait la connaissance de l’irlandaise Lilian Stevenson qui comme lui participe aux trois rencontres. Il en tombe amoureux et la demande en mariage, sans succès.
Entre 1926 et 1937, Pierre Ceresole partage son temps entre l'enseignement à La Chaux-de-Fonds (comme professeur de mathématiques) et de nombreuses campagnes du service civil dans divers pays et en particulier en Inde (tremblement de terre au Bihar, 1934-1937). Là, il rencontre de nombreuses fois Gandhi.
En 1936, Romain Rolland donne son soutien à la candidature de Pierre Ceresole pour le prix Nobel de la paix.
Pierre Ceresole rédige en 1936 une longue lettre de demande d'adhésion à la Société religieuse des Amis (quakers). À son dernier retour d'Inde, en 1937, il passe par les États-Unis et assiste à un congrès mondial des quakers près de Philadelphie.
Avant même le début de la Deuxième Guerre mondiale, Pierre Ceresole refuse d'obéir à un exercice d'obscurcissement. À Pâques 1940, il s'exprime publiquement dans une église. En 1941, il divulgue une circulaire interne de l'état-major de l'armée suisse avec ce texte : « Les articles et commentaires insistants sur les horreurs de la guerre pour en montrer le caractère inhumain, anti-chrétien et anti-social, sont interdits ». À deux reprises, en 1942 puis en 1944, il se rend à pied en Allemagne. La plupart de ces actions lui valent des procès et des condamnations à la prison.
Le 26 décembre 1941, Pierre Ceresole épouse Lise David, une parente. Ils habitent une petite maison au Daley sur Lutry. Pierre Ceresole meurt le 23 octobre 1945, après plusieurs mois de maladie.

## Citations

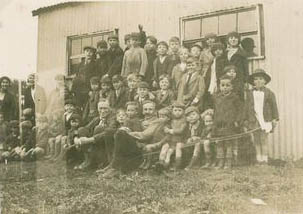
Assis au milieu des enfants, chantier de Brynmawr au Pays de Galles en 1931

Les Carnets de route de Pierre Ceresole contiennent de nombreuses pensées brèves qui sont la source des citations suivantes :
- « Dieu n'est pas dans une église ; une église est une chose fermée. Un symbole important, c'est que l'édifice soit ouvert : une porte immense par où la vérité puisse entrer, toujours. Dieu est dans chaque brin d'herbe qui vit, qui est beau ; dans chaque bonne et noble pensée ; dans chaque regard droit ; dans tout ce qui tend à établir l'harmonie entre les êtres ou les parties d'un être, l'art et la science. Dieu ne plane pas au-dessus de tout cela, c'est tout cela. (…) » (p. 38, 1912-1914)
- « Nous avons une loi sur l'abattage des bœufs à la mode juive; nous pourrions en avoir une contre celui des hommes à la mode chrétienne. » (p. 51, 1912-1914)
- « Vivre de ses rentes est aussi avilissant que d'avoir des esclaves; c'est la même chose, du reste : esclaves indirects. » (p. 63, 1914)
- « Mieux vaut être au ban de tous les partis et de tout le monde que d'être complice. » (p. 71, 1914)
- « Le seul moyen de vaincre définitivement, c'est de faire alliance avec tout ce qu'il y a de meilleur chez votre ennemi. » (p. 94, 1915-1916)
- « Cette idée de vouloir faire triompher la justice par la violence paraîtra un jour aussi bête et fausse que nous paraît la torture pour savoir la vérité. » (p. 106, 1915-1916)

Sur Pierre Ceresole
- Romain Rolland : « Pierre Ceresole est la plus haute conscience de la Suisse. Ces consciences là sauvent l'humanité. »[7]

## Œuvres

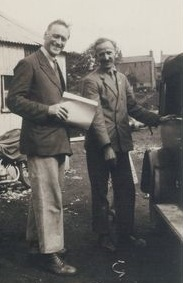
Avec Jean Inebnit en 1931

- (de) Über die Bewegung eines materiellen Punktes auf einer geichförmig rotierenden Fläche, Inaugural-Dissertation zur Erlangung der philosophischen Doktorwürde, vorgelegt der Hohen philosophischen Fakultät, Mathematik-Naturwissenschaftl. Sektion der Universität Zürich, 1903
- « Le parallélisme psycho-physiologique et l'argument de Bergson », in Archives de Psychologie, No 18, octobre 1904
- Religion et patriotisme, Éd. de la Fédération romande des socialistes chrétiens, Lausanne, 1917, 38 p. — Aussi édité la même année par La Concorde, Lausanne, 42 p.
- Une autre patrie, Éd. de la Fédération romande des socialistes chrétiens, Lausanne, 1918, 48 p.
- Les forces de l'esprit : Emerson 1803-1882, Imprimerie coopérative, La Chaux-de-Fonds, 1930, 24 p.
- L'armée suisse : quarante-deux questions, Röhm, Bâle, 1931, 7p.
- (en) « Religion and Service », in The Friend, Londres, octobre 1938
- Mémoire adressé à la Cour de Cassation pénale, 1940
- Vivre sa vérité : Carnets de route [1909-1944], La Baconnière, Neuchâtel, 1949, 2e éd. augmentée 1960ca, 279 p.

Articles
De nombreux articles ont été publiés dans les brochures du Service civil international, ainsi que dans des bulletins et revues dont en particulier L'Essor, La Révolution pacifique, Nie wieder Krieg.
Témoignages sur l'engagement du SCI
- En Allemagne et aux Indes pour la paix, Secrétariat du service civil international, La Chaux-de-Fonds, 1934, 15 p.
- En Inde sinistrée, La Concorde, Lausanne, 1935, 118 p.
- En vue de l'Himalaya : lettres du Bihar, La Concorde, Lausanne, 1936, 141 p.
- Aux Indes pour la paix vivante : lettres du Bihar 1935-1937, Imprimerie coopérative, La Chaux-de-Fonds, 1937, 220 p.

## Hommages
Entre 1950 et 1959, des volontaires du Service civil volontaire international ont participé à la construction de nouveaux logements dans la France dévastée. On a voulu honorer le travail de ces volontaires en baptisant « rue Pierre Ceresole » la rue principale du lotissement Claire-Cité, à Rezé, proche de Nantes. De même à Pessac (banlieue sud de Bordeaux), une « avenue Pierre Cérésole » se trouve dans le quartier dit Cité des Castors. Il y a encore une « rue Pierre Ceresole » à Granville (en Basse-Normandie).
Alfred Bietenholz-Gerhard dédie un poème à Pierre Ceresole, en page de titre de son recueil Reimereien (vers 1952, en allemand).
« Quakers Contemporary » : un chant du quaker norvégien Hans Aaen, dédié aux quakers contemporains, mentionne Pierre dans son premier couplet (publié en 1981).
« Une vie au service de la paix » : une exposition est consacrée à Pierre Ceresole en 2010, dans le cadre de la bibliothèque de La Chaux-de-Fonds qui héberge les archives du Service civil international. C'est en Suisse la première reconnaissance officielle de l'œuvre de Pierre Ceresole.